# Холмське воєводство
Холмське воєводство (пол. województwo chełmskie) — адміністративно-територіальна одиниця Польщі найвищого рівня, яка існувала у 1975—1998 роках.
Являло собою одну з 49 основних одиниць адміністративного поділу Польщі, які були скасовані в результаті адміністративної реформи Польщі 1998 року.
Займало площу 3866 км². Адміністративним центром воєводства було місто Холм. Після адміністративної реформи воєводство припинило своє існування і його територія повністю відійшла до Люблінського воєводства.

## Районні адміністрації
- Районна адміністрація у Холмі для гмін: Білопілля, Холм, Цицув, Дорогуськ, Дубенка, Камень, Лісневичі, Руда Гута, Савін, Селище, Вербиця та Жмудь та міста Холм
- Районна адміністрація у Красноставі для гмін: Красностав, Краснічин, Лопенник-Ґурни, Рейовець, Рейовець-Фабричний, Сенниця-Ружана та Войславичі, а також для міст Красностав та Рейовець-Фабричний
- Районна адміністрація у Володаві для гмін: Ганськ, Сосновиця, Старий Брус, Уршулін, Володава, Воля-Угруська, Вирики та міста Володава.

## Міста
Чисельність населення на 31.12.1998
- Холм – 70 654
- Красностав – 20 718
- Володава – 14 733
- Рейовець-Фабричний – 4600

## Населення
| Рік         | 1975    | 1980    | 1985    | 1990    | 1995    | 1998    |
| Чисельність | 221 500 | 230 900 | 240 800 | 247 200 | 249 900 | 248 800 |